# Genussmittel

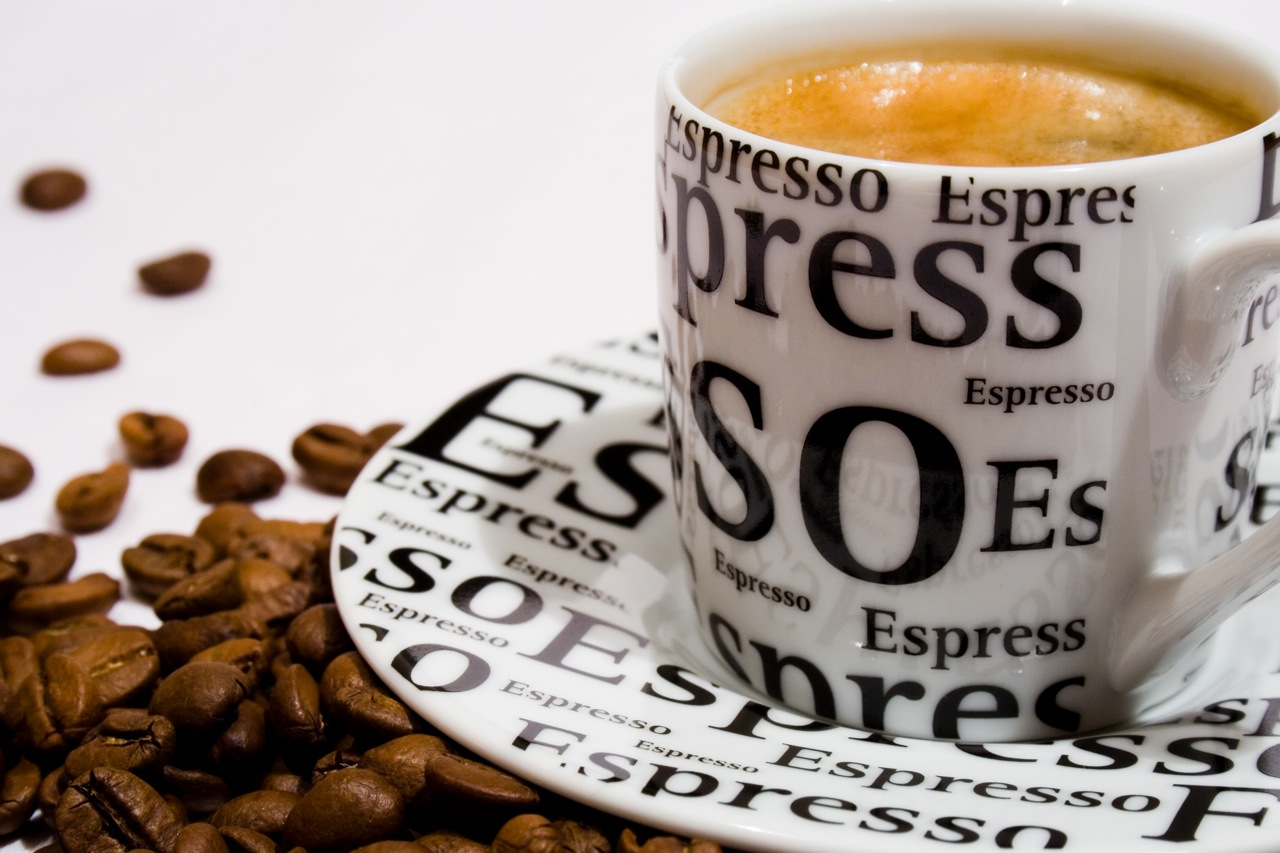
Eine Tasse Espresso

Genussmittel im engeren Sinne sind Lebensmittel, die nicht in erster Linie wegen ihres Nährwertes und zur Sättigung konsumiert werden, sondern aufgrund ihres Geschmacks oder ihrer Wirkung. 
Reine Suchtmittel fallen nicht unter die Genussmittel. 
Insbesondere der Konsum von Alkohol, aber auch der überhöhte Konsum von Zucker, werden mit negativen gesundheitlichen, sozialen und wirtschaftlichen Folgen sowie schwerwiegenden Volkskrankheiten in Verbindung gebracht.

## Begriff und Abgrenzung
Die Unterscheidung zwischen Nahrungsmitteln und Genussmitteln ist wissenschaftlich und insbesondere juristisch nicht definiert. Lebensmittel werden rechtlich im Lebensmittelrecht behandelt. Für den Verkauf von Alkohol und Tabak gibt es weitere gesetzliche Bestimmungen (in Deutschland das Tabakerzeugnisgesetz und das Jugendschutzgesetz).
In der Fachliteratur sowie Publikumsmedien wird der Begriff Genussmittel gelegentlich auch für Zucker bzw. Süßwaren und Gewürze verwendet. Manchmal werden auch andere psychoaktive Substanzen, die (mangels Nährwerts) keine Lebensmittel darstellen (beispielsweise Tabakwaren) zu den Genussmitteln gerechnet. 
Im Deutschen Wörterbuch der Brüder Grimm werden Genussmittel definiert als Lebensmittel, deren Verzehr weniger der Ernährung als vielmehr dem Genuss dient.

„Der Begriff Genußmittel ist ein spezifisch deutschsprachiger Begriff. Auf Englisch entspricht ihm am ehesten die Sammelbezeichnung luxury food; auf Französisch würde man von excitants oder stimulants sprechen. Jede der erwähnten Bezeichnungen stellt einen ganz bestimmten Aspekt der Genußmittel und ihres Konsums in den Vordergrund. So verweist der deutsche Begriff primär auf die soziokulturelle Komponente […], der englische auf die sozioökonomische und der französische auf die pharmakologisch-physiologische.“

Die Fachautoren Hengartner/Merki bezeichnen Genussmittel als Lebensmittel, die je nach subjektiver Bewertung und soziokulturellem Kontext sowohl als Nahrungsmittel als auch als Sucht- oder Heilmittel aufgefasst werden.
Sozioökonomisch betrachtet gehörten Genussmittel bis in die Neuzeit zu den Luxusgütern und waren Statussymbole. Die französischen Begriffe verweisen auf die pharmakologische Wirkung einiger Genussmittel wie Alkohol, Kaffee und Tee.

„Gerade die stets neu auszuhandelnde Grenzziehung zwischen Genuß- und Suchtmitteln bzw. (kriminalisierten) Drogen illustriert eindrücklich das Auseinanderklaffen zwischen den chemisch-physiologischen Eigenschaften dieser Substanzen einerseits und deren kultureller Bewertung andererseits. Nicht nur der Genußbegriff ist also soziokulturell konstruiert, sondern ebenso derjenige der ‚Sucht‘.“

Die Definition von Begriffen wie Genuss, Genussmittel und Rauschmittel ist laut Hengartner/Merki sowohl kulturell als auch weltanschaulich-religiös beeinflusst und differiert in verschiedenen historischen Epochen ebenso wie zwischen verschiedenen sozialen Gruppen und Vereinigungen. Beispielsweise gilt Tabak seit den 1950er Jahren in Europa vor allem als Suchtmittel, wurde vorher jedoch jahrhundertelang ausschließlich als Genussmittel und sogar als Heilmittel angesehen. Alkohol galt in Europa lange als Medikament. Bier als „flüssiges Brot“ hatte bis in die jüngste Vergangenheit hinein den Status als wichtiges Nahrungsmittel neben dem Brot.

## Wirkung
Die meisten Genussmittel besitzen angenommen oder tatsächlich eine anregende oder beruhigende Wirkung. Diese basiert überwiegend auf Alkaloiden, welche von den Ausgangspflanzen zur Abwehr von Fressfeinden gebildet werden. Einige Genussmittel können zu Abhängigkeiten führen. Sie haben oft eine erhebliche soziale Bedeutung, insbesondere wenn sie gemeinsam mit anderen Menschen konsumiert werden.